# (24029) 1999 RT198
(24029) 1999 RT198 est un astéroïde aréocroiseur découvert en 1999.

## Description
(24029) 1999 RT198 a été découvert le 10 septembre 1999 à l'observatoire Magdalena Ridge, situé dans le comté de Socorro, au Nouveau-Mexique (États-Unis), par le projet Lincoln Near-Earth Asteroid Research (LINEAR).

### Caractéristiques orbitales
L'orbite de cet astéroïde est caractérisée par un demi-grand axe de 2,31 UA, un périhélie de 1,60 UA, une excentricité de 0,31 et une inclinaison de 21,58° par rapport à l'écliptique. Du fait de ces caractéristiques, à savoir un demi-grand axe inférieur à 3,2 UA et un périhélie compris entre 1,3 et 1,666 UA, il croise l'orbite de Mars et est classé, selon la JPL Small-Body Database, comme astéroïde aréocroiseur (aréo venant de Arès).

### Caractéristiques physiques
(24029) 1999 RT198 a une magnitude absolue (H) de 13,7 et un albédo estimé à 0,070.